# مايتنر (فوهة صدمية)
فوهة مايتنر (بالإنجليزية: Crater Meitner)‏، هي فوهة صدمية متعددة الحلقات موجودة على سطح كوكب الزهرة، تمت تسميتها «مايتنر» تكريمًا لعالمة الفيزياء النمساوية-السويدية ليز مايتنر.
تقع الفوهة متعددة الحلقات والتي يصل قطرها إلى 149 كيلومتر (93 ميل) في المستطيل المساحي لسهل سيدنا على خط طول °321.6 شرقًا ودائرة عرض °55.6 شمالًا.

## طالع أيضًا
- موناليزا (فوهة صدمية)
- ماريكو (فوهة صدمية)
- ألكوت (فوهة صدمية)
- تاج هينغ أو
- تاج زيسا